# Helictopleurus splendidicollis
Helictopleurus splendidicollis là một loài bọ cánh cứng trong họ Bọ hung (Scarabaeidae).